# Blue Lights
Blue Lights es una serie de televisión británica de género dramático, ambientada en Belfast, Irlanda del Norte, que sigue a tres agentes en prácticas del Servicio de Policía de Irlanda del Norte. La serie producida por la BBC, se estrenó el 27 de marzo de 2023. En el verano de 2023, ha comenzado el rodaje de la segunda temporada.

## Sinopsis
Tres policías novatos se encuentran en su período de prueba en una comisaría de Belfast. Grace, una extrabajadora social; Tommy, un joven tímido con dificultad para imponer respeto y Annie, una joven rebelde que no se ciñe a las normas. Reciben en su trabajo el apoyo de veteranos que les supervisan. Los agentes se enfrentan a bandas callejeras, narcotráfico local, organizaciones paramilitares, operativos encubiertos y problemas comunitarios. El trabajo se vuelve más peligroso cuando se ven involucrados en la investigación de una mafia local.

## Crítica
La crítica ha destacado como puntos fuertes de la serie: la elección del reparto, la localización en Belfast, que se convierte en un protagonista más, y el punto de vista de los policías recién llegados.